# Xã Douglas, Quận Polk, Iowa
Xã Douglas (tiếng Anh: Douglas Township) là một xã thuộc quận Polk, tiểu bang Iowa, Hoa Kỳ. Năm 2010, dân số của xã này là 5.542 người.